# María Fernanda Ladrón de Guevara
María Fernanda Ladrón de Guevara y Trápaga (Madrid, 30 de maig de 1897-Madrid, 25 d'abril de 1974) va ser una actriu espanyola i mare dels actors Amparo Rivelles (fruit dels seu primer matrimoni amb l'actor Rafael Rivelles i de Carlos Larrañaga fill del seu segon matrimoni amb Pedro Larrañaga
El cognom Ladrón de Guevara és d'origen alabès procedent del poble dÀlaba dit Guevara (Gebara en ortografia basca normalitzada) 

## Biografia

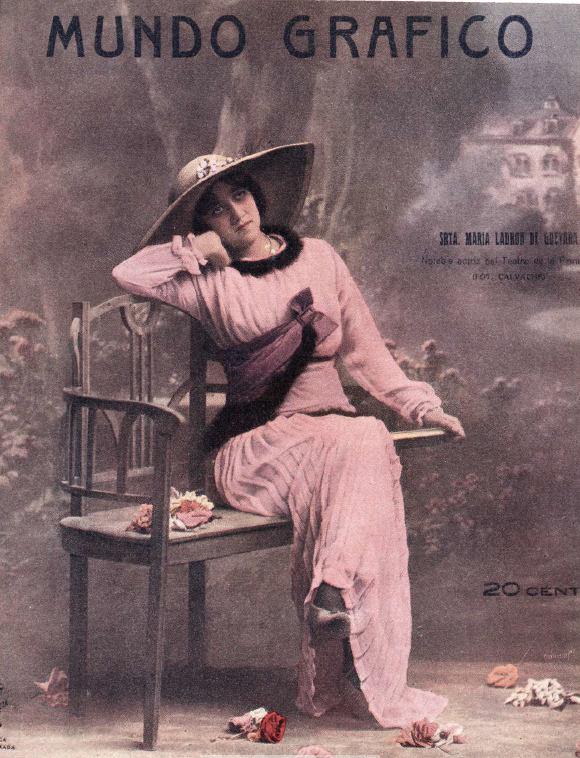
Ladrón de Guevara a Mundo Gráfico

Nascuda a Madrid el 30 de maig de 1897, debutà en el teatre el 13 de desembre de 1913 amb l'obra La Malquerida, en la compañía de María Guerrero i Fernando Díaz de Mendoza, el seu padrí. Ama aquersta companyia estrenà, entre altres obres El retablo de Agrellano (1913), d'Eduardo Marquina, Mamá (1913), de Gregorio Martínez Sierra, La fuerza del mal (1914), de Manuel Linares Rivas, Campo de armiño (1916) i La vestal de Occidente (1919), ambdues de Jacinto Benavente i El último pecado (1918), de Pedro Muñoz Seca.

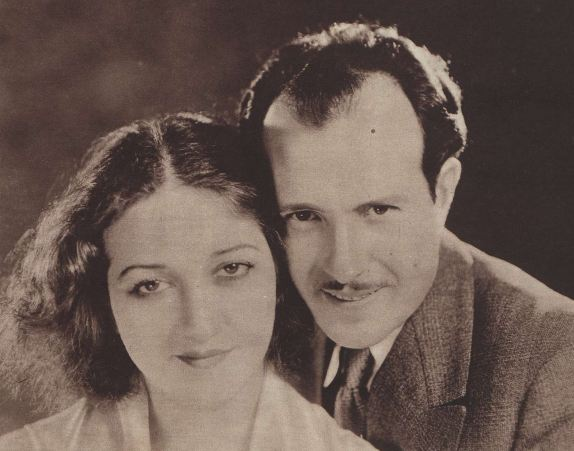
María Ladrón de Guevara i Rafael Rivelles

Havia cursat estudis d'interpretació a la Real Escuela Superior de Arte Dramático, de la mà de María Tubau.
El 1922 forma la seva pròpia companyia amb el valencià Rafael Rivelles
Debuta al cinema el 1930, amb El embrujo de Sevilla, de Benito Perojo. Poc després es traslladá a Hollywood on, abans d'existir el doblatge, va fer la versió en castellà de diverses pel·lícules originalment en anglès.
Altres pel·lícules que interpretà van ser Rosas de otoño (1943), de Juan de Orduña, Altas variedades (1960), de Francesc Rovira-Beleta, Canción de arrabal (1961), de Enrique Carreras, o El bosque del lobo (1970), de Pedro Olea.
A la televisió protagonitzà la sèrie Mi hijo y yo (1963), junt a Juan Diego.
Els actors Amparo Larrañaga i Luis Merlo són nets seus.